# Obenheim
Obenheim är en kommun i departementet Bas-Rhin i regionen Grand Est (tidigare regionen Alsace) i nordöstra Frankrike. Kommunen ligger i kantonen Erstein som tillhör arrondissementet Sélestat-Erstein. År 2022 hade Obenheim 1 381 invånare.

## Befolkningsutveckling
Antalet invånare i kommunen Obenheim
| Referens: INSEE |